# Lee Ki-soon
Lee Ki-Soon (15 de agosto de 1966) é uma ex-handebolista sul-coreana. campeã olímpica.
Fez parte da geração de ouro sul-coreana, medalha de ouro, em Seul 1988.